# Karate Vlaanderen
Karate Vlaanderen, voorheen de Vlaamse Karate Federatie (VKF) is een Vlaamse sportfederatie voor het karate.

## Geschiedenis
De 'Vlaamse Karate Federatie ontstond in 1984 uit de fusie van de Vlaamse Karate Vereniging (VKV) en de Vlaamse Karate Associatie (VKA). Al snel ontstonden er echter meningsverschillen. Binnen de VKF waren de VKV en de VKA blijven bestaan. In 2000 werden de spanning onhoudbaar en beslisten beide suborganisaties opnieuw hun eigen weg te gaan. In 2002 komt het opnieuw tot een samenwerking tussen beide karate-organisaties en op 20 mei 2017 werd tijdens een algemene vergadering te Dendermonde besloten tot de definitieve fusie.
In 2022 wijzigde het zijn naam in Karate Vlaanderen.

## Structuur
Samen met de Fédération Francophone de Karaté et Arts Martiaux Affinitaires (FFKAMA) vormt de VKF sinds 1991 de Belgische Karate Federatie (BKF). 

## Erkende leerscholen
Karate Vlaanderen erkent 6 leerscholen. Enkel de graden van deze erkende leerscholen worden erkend door Karate Vlaanderen.
De erkende leerscholen zijn:
- Belgian Goju Ryu Karate Association, BGKA
- Belgian Karate Shotokan Academy, BKSA
- Japan Karate Association Vlaanderen, JKA Vlaanderen
- Okinawa Goju-Ryu Karate-Do Kyokai Belgium, OGKKB
- Vlaamse Karate Associatie, VKA
- Wado International Karate-Do Federation, WIKF Vlaanderen